# Michael Wilson (baloncestista)
Michael Wilson (Memphis, Tennessee, 15 de septiembre de 1959) es un exjugador de baloncesto estadounidense que disputó 32 partidos a lo largo de tres temporadas distintas en la NBA. Con 1,93 metros de estatura, jugaba en la posición de base.

## Trayectoria deportiva

### Universidad
Jugó durante cuatro temporadas con los Golden Eagles de la Universidad Marquette, en las que promedió 10,9 puntos, 3,5 rebotes y 3,3 asistencias por partido. Tiene el récord de más robos de balones en una temporada de su universidad, con 89.

### Profesional
Fue elegido en la cuadragésimo séptima posición del Draft de la NBA de 1982 por Cleveland Cavaliers, pero fue despedido antes del comienzo de la competición, fichando al año siguiente como agente libre por Washington Bullets, donde en seis partidos disputados únicamente anotó un punto.
Durante las dos temporadas siguientes acumuló contratos de corta duración con los Cleveland Cavaliers, New Jersey Nets y Atlanta Hawks, retirándose en 1987.

## Estadísticas de su carrera en la NBA

### Temporada regular
| Temporada | Edad | Equipo              | Liga | P  | TIT | MIN  | TC  | TCA | %TC  | 3P  | 3PA | %3P  | TL  | TLA | %TL   | R.OF. | R.DEF. | REB | ASIS | ROB | TAP | PER | FP  | PTS |
| 1983-84   | 24   | Washington Bullets  | NBA  | 6  | 0   | 4.3  | 0.0 | 0.3 | .000 | 0.0 | 0.2 | .000 | 0.2 | 0.3 | .500  | 0.2   | 0.0    | 0.2 | 0.5  | 0.0 | 0.0 | 0.5 | 0.8 | 0.2 |
| 1984-85   | 25   | TOTAL               | NBA  | 19 | 0   | 14.1 | 1.9 | 4.1 | .468 | 0.0 | 0.0 |      | 1.4 | 1.9 | .750  | 0.7   | 0.9    | 1.6 | 1.8  | 0.7 | 0.3 | 1.1 | 1.1 | 5.2 |
| 1984-85   | 25   | Cleveland Cavaliers | NBA  | 11 | 0   | 15.9 | 2.5 | 4.9 | .500 | 0.0 | 0.0 |      | 2.1 | 2.7 | .767  | 0.9   | 0.7    | 1.6 | 2.2  | 0.9 | 0.3 | 1.4 | 1.3 | 7.0 |
| 1984-85   | 25   | New Jersey Nets     | NBA  | 8  | 0   | 11.5 | 1.1 | 2.9 | .391 | 0.0 | 0.0 |      | 0.5 | 0.8 | .667  | 0.5   | 1.1    | 1.6 | 1.4  | 0.5 | 0.3 | 0.6 | 0.9 | 2.8 |
| 1986-87   | 27   | TOTAL               | NBA  | 7  | 0   | 6.4  | 0.4 | 1.4 | .300 | 0.0 | 0.0 |      | 0.3 | 0.3 | 1.000 | 0.1   | 0.4    | 0.6 | 1.0  | 0.1 | 0.0 | 0.7 | 1.4 | 1.1 |
| 1986-87   | 27   | New Jersey Nets     | NBA  | 5  | 0   | 8.6  | 0.6 | 1.6 | .375 | 0.0 | 0.0 |      | 0.4 | 0.4 | 1.000 | 0.2   | 0.6    | 0.8 | 1.2  | 0.2 | 0.0 | 0.8 | 1.8 | 1.6 |
| 1986-87   | 27   | Atlanta Hawks       | NBA  | 2  | 0   | 1.0  | 0.0 | 1.0 | .000 | 0.0 | 0.0 |      | 0.0 | 0.0 |       | 0.0   | 0.0    | 0.0 | 0.5  | 0.0 | 0.0 | 0.5 | 0.5 | 0.0 |
| Total     |      |                     | NBA  | 32 | 0   | 10.6 | 1.2 | 2.8 | .438 | 0.0 | 0.0 | .000 | 0.9 | 1.3 | .750  | 0.5   | 0.6    | 1.1 | 1.4  | 0.5 | 0.2 | 0.9 | 1.1 | 3.4 |